# 珀西·布赖恩特
珀西·布赖恩特（英語：Percy Bryant，1897年6月12日—1960年6月5日），美国男子雪车运动员。他曾代表美国参加1932年冬季奥林匹克运动会雪车比赛，获得男子四人银牌，他也在男子双人项目上报名，但并未上场参赛。